# Autostrada A19dir
Die Autostrada A19dir Abzweig via Giafar bildet die nahtlose Verlängerung der Autobahn A19 von Villabate am 0-Kilometer-Knoten bis zur Mündung in die Umfahrungsstraße von Palermo. Sie besteht aus einer 5,3 km langen Strecke mit zwei Fahrbahnen und zwei Fahrspuren in Fahrtrichtung inkl. Standstreifen und bildet auch die Hauptverkehrsroute zwischen der Stadt Palermo und der Staatsstraße 121 nach Agrigento.
Trotz eines unabhängigen Namens und einer eigenständigen Kilometrierung wird der Abzweig häufig fälschlicherweise als eingegliederter Bestandteil der Autobahn A19 definiert, unter anderem aufgrund der alphanumerischen Abkürzung A19 anstelle der Abkürzung A19dir in den Verkehrszeichen.